# Comuna Lastovo, Dubrovnik-Neretva

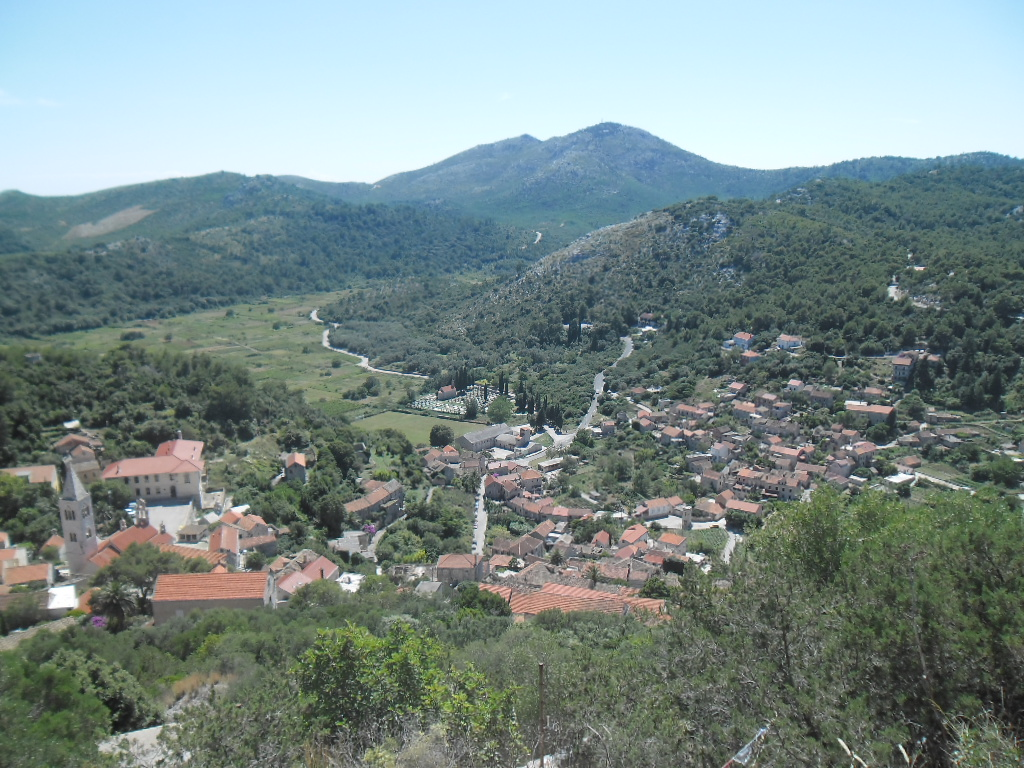
Lastovo

Lastovo este o comună în cantonul Dubrovnik-Neretva, Croația, având o populație de 792 de locuitori (2011).

## Demografie
Componența etnică a comunei Lastovo
     Croați (94,7%)
     Sârbi (1,39%)
     Bosniaci (1,39%)
     Necunoscut (0,25%)
     Neclasificat (1,77%)
Componența confesională a comunei Lastovo
     Catolici (89,52%)
     Fără religie și atei (3,03%)
     Musulmani (1,39%)
     Ortodocși (1,14%)
     Necunoscută (4,42%)
     Alte religii (0,51%)
Conform recensământului din 2011, comuna Lastovo avea 792 de locuitori. Din punct de vedere etnic, majoritatea locuitorilor (94,7%) erau croați, existând și minorități de sârbi (1,39%) și bosniaci (1,39%). Apartenența etnică nu este cunoscută în cazul a 0,25% din locuitori. Din punct de vedere confesional, majoritatea locuitorilor (89,52%) erau catolici, existând și minorități de persoane fără religie și atei (3,03%), musulmani (1,39%) și ortodocși (1,14%). Pentru 4,42% din locuitori nu este cunoscută apartenența confesională.

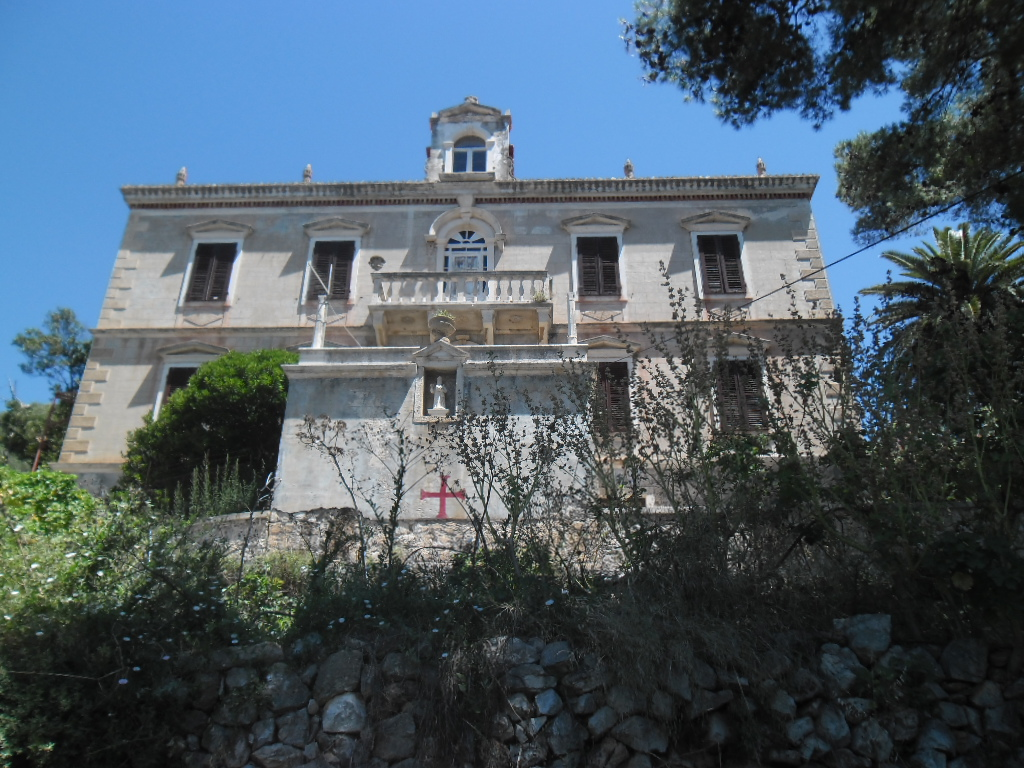
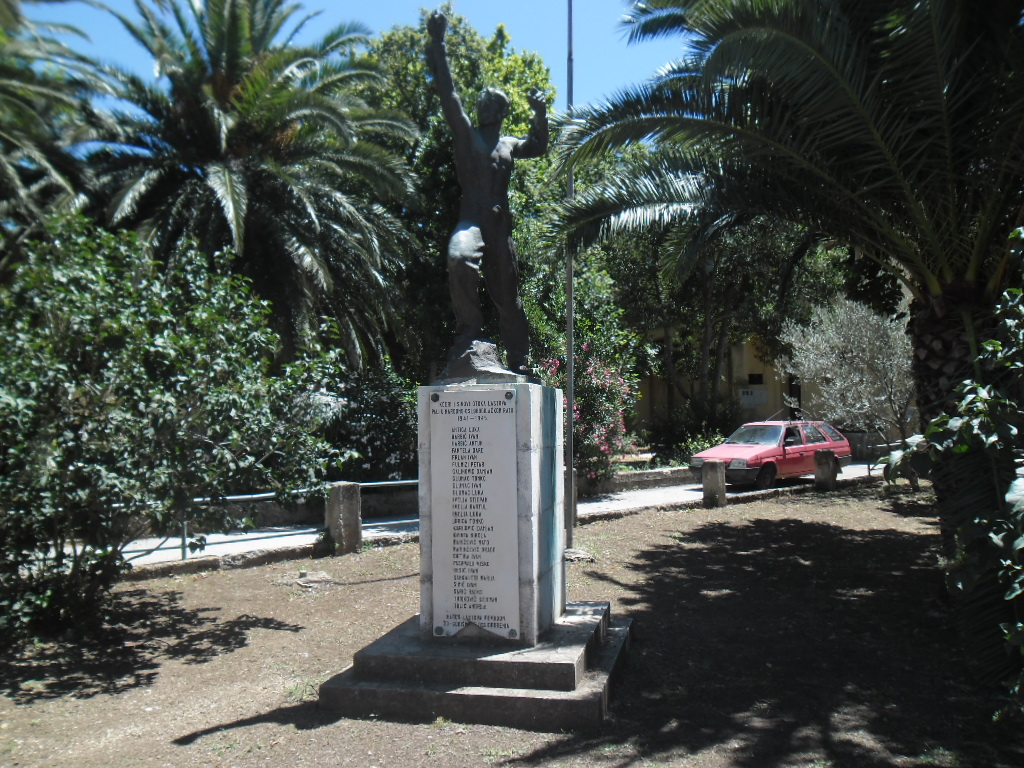
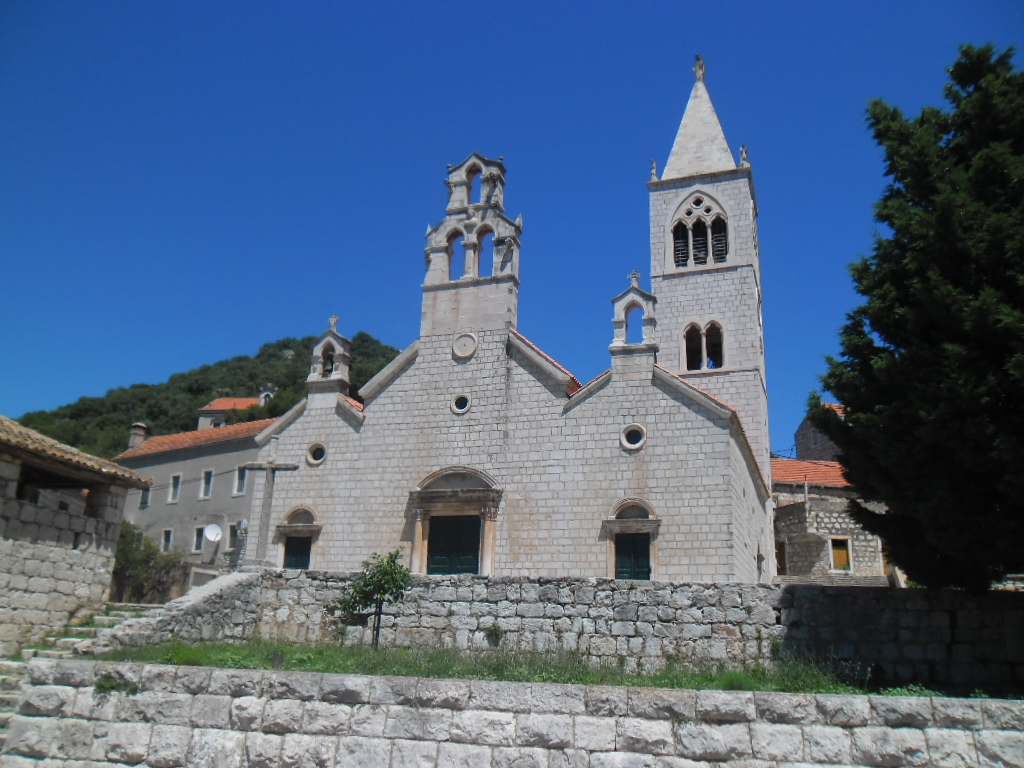
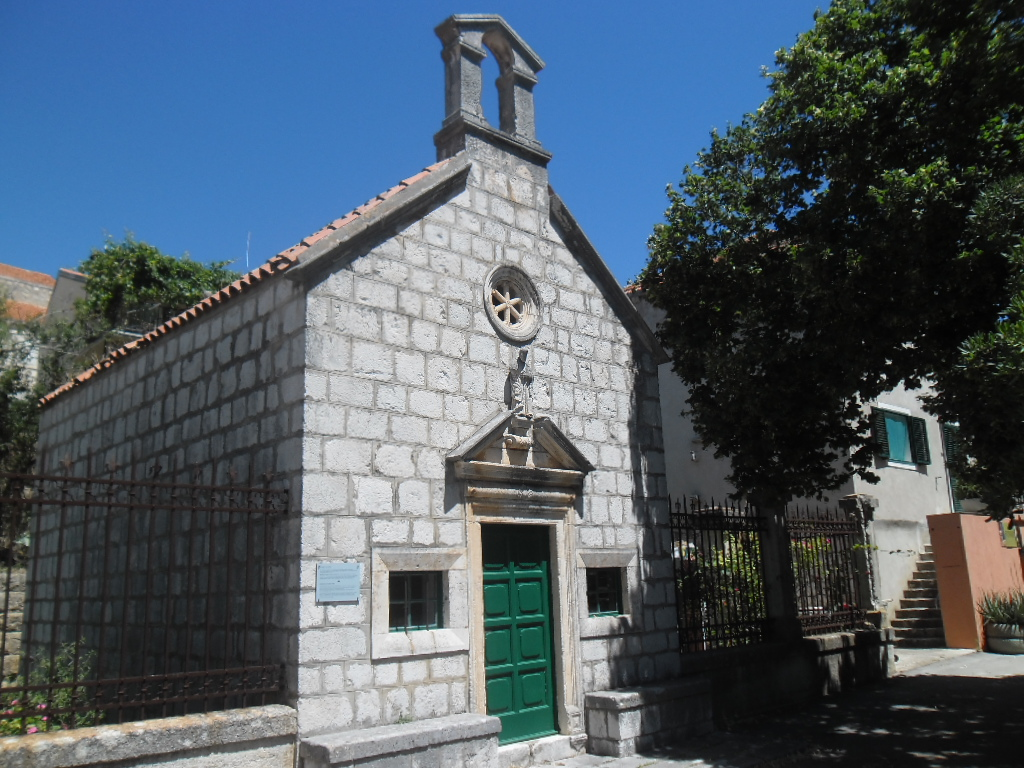
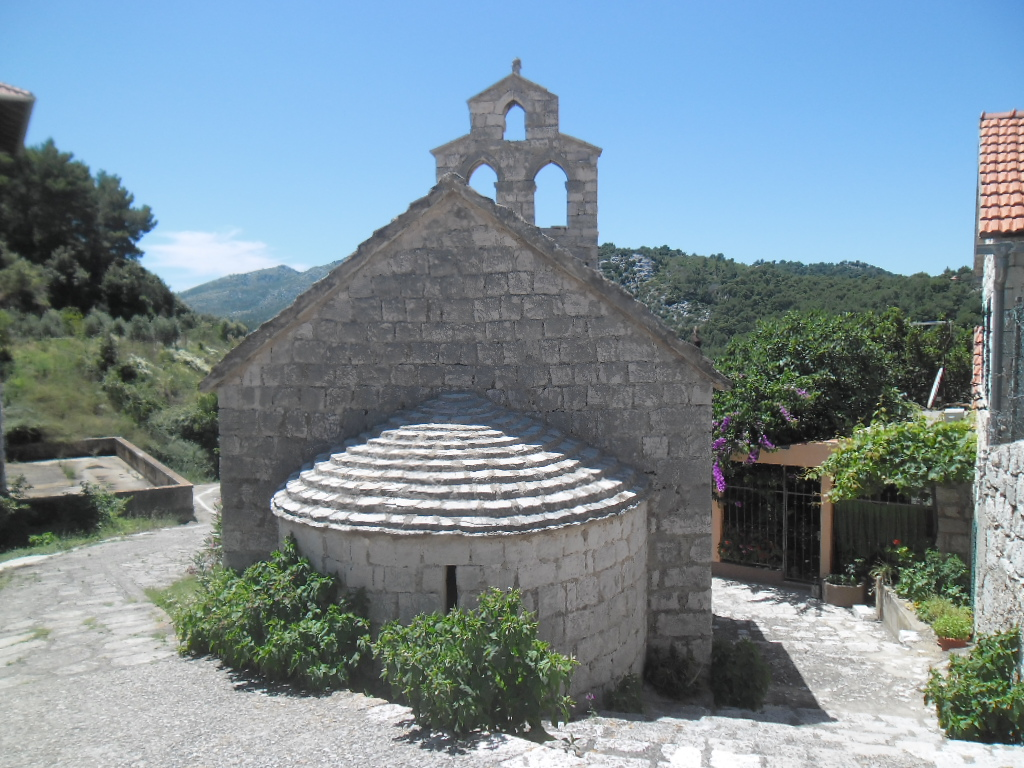
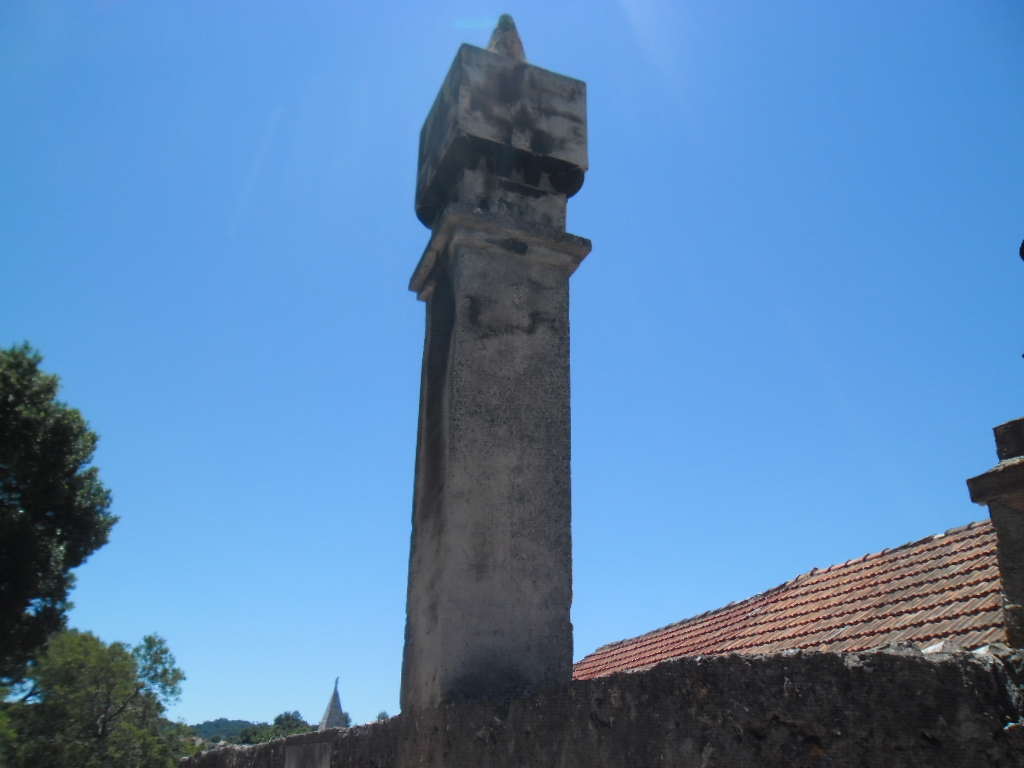